# Tempted by Necessity
Pour plus de détails, voir Fiche technique et Distribution.
Tempted by Necessity est un film muet américain réalisé par Lem B. Parker et sorti en 1912.

## Fiche technique
- Titre : Tempted by Necessity
- Réalisation : Lem B. Parker
- Scénario : Chris Lane
- Producteur :  William Selig
- Société de production : Selig Polyscope Company
- Société de distribution : General Film Company
- Pays d'origine :  États-Unis
- Langue : Anglais
- Format : Noir et blanc — 35 mm — 1,33:1 — Muet
- Genre : Film dramatique
- Durée : 10 minutes
- Dates de sortie : 
  -  États-Unis : 23 octobre 1912
  -  Royaume-Uni : 16 janvier 1913

## Distribution
- Carl Winterhoff : Jim Rogers
- Winifred Greenwood : Mrs. Jim Rogers
- Anna May Kroell : Little Ruth Rogers
- Lillian Leighton : Mrs. Tubbs
- Mac Barnes : Dan Tracy, le méchant
- Thomas Keezie : Tom Simmons, l'opérateur
- Lem B. Parker : John W. Mason, le secrétaire de Jim
- Chauncy D. Herbert : James H. Hall
- Dick Richards : George W. Britt
- Colin Reid : Smith, l'employé de banque
- Ed Brick : Hungry Hank
- Horace Weston : Milwaukee Mike
- Al Johnson : Happy Harry
- Ed Lawrence : Jimmy de Shrimp